# Jason Euell
Jason Joseph Euell (Lambeth, Inglaterra, 6 de febrero de 1977) es un exfutbolista inglés nacionalizado jamaicano.

## Selección nacional
Fue internacional con la selección de fútbol de Jamaica. Jugó 3 partidos internacionales y anotó 1 gol.

## Clubes
| Club                   | País       | Año         |
| ---------------------- | ---------- | ----------- |
| Wimbledon FC           | Inglaterra | 1995 - 2001 |
| Charlton Athletic F.C. | Inglaterra | 2001 - 2006 |
| Middlesbrough FC       | Inglaterra | 2006 - 2007 |
| Southampton FC         | Inglaterra | 2007 - 2009 |
| Blackpool FC           | Inglaterra | 2009 - 2011 |
| Doncaster Rovers       | Inglaterra | 2011        |
| Charlton Athletic F.C. | Inglaterra | 2011        |
| AFC Wimbledon          | Inglaterra | 2012        |
| Charlton Athletic F.C. | Inglaterra | 2012        |